# Siège de Saint-Omer (1677)
Pour les articles homonymes, voir Siège ou bataille de Saint-Omer.
Guerre de Hollande
Batailles
- Groenlo (06-1672)
- Solebay (06-1672)
- Coevorden (06-1672)
- Nimègue(07-1672)
- Groningue (07-1672)
- Saint-Lothain (02-1673)
- Schooneveld (1re) (06-1673)
- Maastricht (06-1673)
- Schooneveld (2de) (06-1673)
- Texel (08-1673)
- Bonn (11-1673)
- Arcey (01-1674)
- Pesmes (02-1674)
- Gray (02-1674)
- Scey-sur-Saône (03-1674)
- Chariez (03-1674)
- Vesoul (03-1674)
- Arbois (03-1674)
- Orgelet (03-1674)
- Besançon (04-1674)
- Dole (05-1674)
- Sinsheim (06-1674)
- Salins (06-1674)
- Belle-Île (06-1674)
- Lure (07-1674)
- Faucogney (07-1674)
- Sainte-Anne (07-1674)
- Fort-Royal (07-1674)
- Seneffe (08-1674)
- Entzheim (10-1674)
- Mulhouse (12-1674)
- Turckheim (01-1675)
- Stromboli (02-1675)
- Fehrbellin (06-1675)
- Salzbach (07-1675)
- Consarbrück (08-1675)
- Altenheim (08-1675)
- Alicudi (01-1676)
- Agosta (04-1676)
- Philippsburg (05-1676)
- Palerme (06-1676)
- Maastricht (07-1676)
- Valenciennes (11-1676)
- Tobago (03-1677)
- Saint-Omer (03-1677)
- Cambrai (03-1677)
- La Peene (Cassel) (04-1677)
- Ypres (03-1678)
- Rheinfelden (07-1678)
- Saint-Denis (08-1678)

Le siège de Saint-Omer eut lieu entre le 14 mars 1677 et le 20 avril 1677, pendant la guerre de Hollande.

## Contexte
La paix d'Aix-la-Chapelle, en 1668, n'avait eu qu'une durée éphémère, et la guerre de Hollande avait amené une coalition contre Louis XIV. L'Artois allait devenir encore une fois le théâtre de la guerre. 
Dès le mois de décembre 1675, le roi avait envoyé des plénipotentiaires à Nimègue, et il lui importait de s'emparer de suite d'un certain nombre de territoires et de villes, afin de traiter dans de meilleures conditions avec les Espagnols, et de n'être pas obligé de prendre pour base de ses négociations avec eux, le traité d'Aix-la-Chapelle, qui leur avait laissé, dans la France, des enclaves, telles que les villes d'Aire et Saint-Omer, formant avec leurs dépendances une petite province espagnole connue sous le nom d'Artois réservé, puis Condé, Bouchain, Valenciennes et Cambrai.
La campagne de 1676 commença et Louis XIV prit lui-même le commandement de l'armée de Flandre. Les places de Condé et de Bouchain capitulèrent successivement les 26 avril et 11 mai, et le roi, après avoir détaché de son armée huit mille hommes, qu'il renvoya renforcer celle d'Allemagne, retourna à Versailles, laissant le maréchal de Schomberg à la tète de ses troupes. 
Le 18 juillet, le maréchal d'Humières se mit en marche avec 15 000 hommes, 30 pièces de canon et 9 mortiers, et se dirigea vers l'Artois réservé. 
Après avoir pris Aire le 31 juillet, les troupes Françaises continuèrent à se saisir des points fortifiés voisins de Saint-Omer. Le 5 août, le maréchal d'Humières passe le canal de Neufossé, et, arrivé à Rubrouck, il détache quelques troupes pour investir le fort de Lynck. Ce fort situé sur la rivière de la Colme, entre Bergues-Saint-Winoc, Saint-Omer et Bourbourg, n'avait que quatre bastions de terre avec des demi-lunes et une contrescarpe, mais il était situé au milieu d'un marais inondé qui en rendait l'approche difficile. Il fut néanmoins enlevé le 8 août par le régiment des Gardes et par celui de La Reine, et la garnison d'environ 300 hommes fut faite prisonnière.
Les troupes françaises n'étant pas suffisamment nombreuses, elles se contentèrent de se fortifier dans Aire.

## Préambule
Au début de 1677, des détachements français, partant d'Aire, de Calais et de Gravelines, parcouraient la campagne et empêchaient les approvisionnements. La garnison de Saint-Omer, la place, les forts et les redoutes extérieurs, comprenait environ près de cinq mille hommes. 
 Le 12 février, Louvois donne l'ordre au maréchal d'Humières, de tenir les troupes prêtes pour assiéger, en même temps, le 1er mars, Valenciennes et Saint Omer. Le 26 février, le régiment du marquis de Villa partait de Calais, se dirigeant vers la seconde de ces places fortes, et alla occuper l'abbaye de Watten.
Louis XIV, lui-même, parti de Saint-Germain-en-Laye le 28, commençait le siège de Valenciennes, et commandait au maréchal de Luxembourg de faire investir Saint-Omer.
 Dans les premiers jours de mars, le maréchal d'Humières envoyait une troupe se saisir de Nieurlet, de Saint-Momelin et de Clairmarais villages voisins de Saint-Omer, et le 4 mars, le château d'Arques avec sa garnison, composée d'environ 70 hommes, tombait aux mains des Français  qui brûlaient ensuite les moulins de la Madeleine.
 Le 9 mars, la redoute du Zest, et la position de la Madeleine furent enlevées par les troupes Françaises, les Espagnols laissant quelques pièces d'artillerie qu'ils n'avaient pas eu le temps d'emmener. 
Pendant ce temps, Louis XIV avait pris d'assaut Valenciennes le 17 mars, et allait entreprendre le siège de Cambrai.
L'attaque reprit bientôt vers le nord, et les 27 et 28, les Espagnols durent encore abandonner la redoute élevée près de Nieurlet, puis celle du Grand large.

Après la prise de Valenciennes, le roi levait le camp le 21 mars, et le même jour, il donnait  au duc d'Orléans, le commandement de 14 escadrons et de 20 bataillons qu'il détachait de son armée pour les envoyer devant Saint-Omer. Sa Majesté avait choisi, pour servir sous Son Altesse, le maréchal d'Humières, pour lieutenants généraux, le prince de Soubise, le marquis de la Trousse et le comte du Plessis, pour maréchaux de camp, MM. de la Motte, d'Albret, le chevalier de Sourdis et Stoupp, pour brigadiers de cavalerie, le marquis de Gournay et M. de Bordages, pour brigadiers d'infanterie, MM. d'Aubarède, Ximenès, Souvray et Phiffer, pour major général, M. de Montmont, pour premier ingénieur, M.de Choisi, le marquis de la Frézelière commandait l'artillerie, et l'intendant de l'armée était M. Robert.

Après avoir quitté l'armée royale au camp de l'abbaye d'Haspres, Monsieur, avec environ 20 000 hommes, alla camper le 22 mars à Lewarde, près Douai, la droite vers Montigny, la gauche près de Cantin, le 23 à Lens, la droite au canal au-dessus de Noyelles, la gauche à Avion, le 25 à Beuvry, la droite à Gorre, la gauche à Verquigneul, le 26 à Lillers, la droite au-dessus de cette ville, la gauche vers le village de Cottes, le 27, il faisait passer la Lys à son armée, et campait au-delà d'Aire, la droite au canal de Neufossé, la gauche au-dessus de Glomenghem, et arrivait le 28 à Blendecques, à 4 kilomètres de Saint-Omer, où il établissait son quartier général.

## Ordre de bataille
Le 29 mars, Philippe d'Orléans visita tous les postes, et distribua les quartiers  : 
- Il retint près de lui à Blendecques le maréchal d'Humières, le comte du Plessis et Stoupp, avec deux bataillons du régiment de Navarre, un bataillon du régiment de Humières, deux bataillons du régiment de Pfiffer, deux escadrons du régiment de Saint-Germain-Beaupré cavalerie, et un escadron du régiment de Vains cavalerie.
- Il posta au passage d'Arques le prince de Soubise, Charles Amanieu d'Albret et M. d'Aubarède avec deux bataillons du régiment d'Anjou et deux bataillons du régiment Royal des Vaisseaux.
- Il plaça à Clairmarais un bataillon du régiment de Conti sous le commandement du mestre de camp Louis de Lenet, marquis de Larray[Note 1]
- À Chasteau-Vieux, sur le vieux canal, six compagnies du régiment du Dauphin dragons
- À Nieurlet, le maréchal de camp de la Motte, avec deux bataillons du régiment de Gréder, un bataillon du régiment de Pfiffer, six compagnies du régiment Colonel-Général dragons, un escadron du régiment d'Aumont cavalerie
- Au fort du Bac, un bataillon du régiment de Gréder
- À Saint-Momelin, un bataillon du régiment de La Couronne sous le commandement de Hardouin Bruslard, chevalier de Genlis, que le roi avait gratifié du régiment de son frère
- À Tilques, le marquis de la Trousse, le chevalier de Sourdis, le marquis de Bordages, avec un bataillon du régiment Royal-Roussillon et deux bataillons italiens
- À Watten, un bataillon du régiment de La Couronne
- À Tatinghem, le régiment de Touraine, commandé par François Frézeau, marquis de La Frézelière[4],[Note 2], et le régiment de Bordage cavalerie
- À Wisques, six compagnies du régiment du Dauphin dragons sous le commandement de François Annibal, comte de Longueval[Note 3] et
- À Wizernes, deux escadrons du régiment de Gournay cavalerie

## Le siège
L'investissement de la place étant complet, et les Français ayant enfin amené une artillerie suffisante, ils établirent, le 29, une batterie de quatre pièces de canon pour battre le Fort aux Vaches, et élevèrent un épaulement pour la couvrir. La garnison, qui était de quatre cents wallons, fit immédiatement, dans la nuit suivante, une vigoureuse sortie contre ces ouvrages, dans le dessein d'enlever les canons et de renverser les logements, mais ils furent repoussés et chassés dans le chemin couvert puis, poursuivit jusqu'à la contrescarpe par 400 hommes du régiment de Navarre, les obligeant à rentrer dans le fort. 
Le 4 avril, les assiégeants, ayant été par les régiments du Dauphin dragons, de Listenois, et Royal, ouvrent la tranchée à l'ouest de la place, et dix pièces de canon placées près de Saint-Martin-au-Laërt battent la place.
  
Le 8 avril, les Français prennent le fort aux Vaches.
Pendant ce temps, le prince d'Orange, inquiet des succès des Français partait de son camp de Mons avec une armée de secours. Remontant d'abord au nord, il campait à Enghien, la droite de son armée au ruisseau près de cette ville, et la gauche à Steenkerque, le lendemain à Grammont, la droite au-dessous de cette place et la gauche à Waarbeke, de là à Gavre où il faisait passer l'Escaut à ses troupes, il campait ensuite près de Gand puis descendait à Grammene, la droite à Deinze, la gauche à Gottem, il passait le 7 avril à Ypres et venait, le 8, établir son camp à Poperinge.Le 9 au soir, il campait à deux kilomètres au sud de Cassel, à Sainte-Marie-Cappel, la  droite à Oxelaëre, la gauche à Saint-Sylvestre-Cappel et en décampait à une heure de la nuit, et, marchant sur cinq colonnes, il s'étendait,le 10, le long du petit ruisseau de Peenne et rangeait, entre Zuytpeene et Noordpeene, son armée composée de vingt mille fantassins et de plus douze mille chevaux.
Louis XIV avait averti Monsieur de la marche du  prince d'Orange sur Ypres, et lui avait envoyé, dès le 31 mars, 8 bataillons et dix pièces de campagne.
Dès qu'il vit l'armée hollandaise s'approcher de Saint-Omer, Monsieur n'hésita pas à se porter au-devant d'elle, bien que ses forces ne fissent pas égales à  celles de son adversaire. Le seul point par où la place pouvait être secourue, était au nord, du côté du Bac et de Nieurlet. Un bataillon du régiment de Pfiffer, un bataillon du régiment de Greeder, des dragons et une partie des milices boulonnaises sont alors placées au Bac, à Nieurlet et à Watten . Le 8 avril, Monsieur quitta Blendecques, et vint camper à Blaringhem, qu'occupa la droite de son armée, tandis que la gauche était au-dessus du Fort Rouge.
Le 9 avril, il fit avancer ses troupes, en portant sa droite à Ebblinghem, sa gauche au-dessus de l'abbaye de la Woestyne, où il établit son quartier général. Il avait laissé la garde du Fort aux Vaches un bataillon du régiment de Bourgogne, un bataillon du régiment de Languedoc, un bataillon du régiment de La Marine royale, un bataillon du régiment Royal-Roussillon, avec quelques escadrons du régiment du Bordage cavalerie et de la cavalerie boulonnaise. Les assiégés, s'étant aperçus du peu de troupes qui occupaient le fort, firent, le 10 avril, une sortie, pour tenter de le reprendre, mais ils furent rejetés dans la place.
Le 10 avril, les Français empêchèrent le prince d'Orange de se saisir du passage et de l'abbaye de Peene, après un engagement dans le cours duquel ils infligèrent d'importantes pertes aux Hollandais. Ils restaient maître de toutes les routes par où l'armée de secours pouvait ravitailler Saint-Omer, et occupait Balenbergh (Baelemberghe) qui tenait la route de Watten.

Dans la nuit du 10 au 11, l'armée Française, inférieure en  nombre à celle du prince d'Orange, recevait neuf bataillons détachés du camp royal, dont deux bataillons du régiment des Gardes françaises. 
 Le frère du Roi avait alors sous ses ordres 38 bataillons et 80 escadrons, soit environ 25 000 combattants, dont 16 000 hommes d'infanterie et 9 000 chevaux.
Dans la nuit, une partie de l'armée hollandaise passa le ruisseau de la Peenne et ils rencontrèrent le lendemain, le 11 avril, jour des Rameaux, l'armée française rangée en bataille derrière un second ruisseau, la Lyncke. C'est alors que se livre la célèbre bataille de Cassel, qu'on appelle aussi bataille de la Peene, sur le  territoire sud et ouest de Zuytpeene, limitrophe du village de Noordpeene. Le prince d'Orange y fut complètement défait.
Immédiatement après  la bataille de la Peene, le maréchal d'Humières, retourne devant la place, afin de faire cesser les sorties des assiégés. Il avait reçu, de Monsieur, l'ordre de faire construire une batterie de 20 pièces de canon, dirigée contre le faubourg du Haut-Pont. L'attaque ne tarda donc pas à recommencer de ce côté. Dans la nuit du 17 au 18 avril, les Français parvinrent jusqu'à l'avant-fossé, qui eurent lors de l'attaque de la brèche près de 700 hommes tués. Le 20 avril, la brèche était devenue énorme et les assiégeants avaient comblé les fossés de fascines. 
Le conseil de guerre de la ville proposa de capituler, mais les bourgeois ne voulaient pas se rendre. Malgré cette opposition le prince de Robecq, sachant que si la ville était prise d'assaut, les vaincus n'obtiendraient point de quartier, fit battre la chamade. Le marquis de Villars fut désigné pour aller dans la place régler la capitulation, mais il ne fut pas possible de s'entendre. Les négociations reprirent le lendemain, et les Français consentirent à laisser l'infanterie et la cavalerie sortir avec leurs armes, chevaux et bagages, pour se rendre à Gand. La capitulation fut signée le 22 avril au matin, à Blendecques, et une porte fut livrée aux Français avant midi.  Le 23 avril, a garnison espagnole, composée d'environ deux mille hommes d'infanterie, et de 500 chevaux, avec deux pièces de canon, sortit de Saint-Omer par la porte du Brûle, et se dirigea vers Gand.